# Synagoga v Bílencích
Synagoga v Bílencích se nachází jihovýchodně od návsi v obci Bílence, a to v domě čp. 94, v ulici vedoucí do Voděrad. Postavena byla v letech 1826 či 1837 a k původnímu účelu sloužila až do dvacátých let 20. století, kdy ji získala obec pod podmínkou, že bude pečovat o bílenecký židovský hřbitov. Tuto povinnost poté plnila až do roku 1938. Obec synagogu v roce 1923 přestavila na školku a domov pro nemajetné. Následně byla upravena jako obytný dům s obchodem v přízemí, kterým v něm byl do počátku 21. století.